# Couvent des Bernardines de Vienne
Le couvent des Bernardines de Vienne  est un monastère de cisterciennes établi à Vienne dans le département de l'Isère.

## Localisation
Le couvent était situé rue Cuvière près des rives de la Gère et du pont Saint-Martin.

## Histoire
Alors que les cisterciennes puis les bénédictines y prospèrent dès le XIIIe siècle, les bernardines réformées de Rumilly s'implantent à Vienne en 1630, à la même époque que les clarisses, les ursulines et un siècle avant les autres ordres féminins nés de la réforme du XVIIe siècle. Elles s'y établissent alors à partir de deux maisons de ville achetées au sieur de Sèvres. 
C'est autour de cette acquisition que le couvent s'organise à travers une succession de travaux. Ainsi en 1651, afin de réaliser une clôture effective et se mettre à l'abri des regards laïcs, les religieuses sont en procès avec un voisin pour l'élévation d'un mur de clôture de jardin jusqu'à la hauteur de 10 pieds. L'existence de l'église est avèrée l'année suivante. 
D'autres couvents et monastères sont alors dans la même démarche et celle-ci donne à la Vienne du XVIIIe siècle l'aspect d'une agglomération très religieuse qui sera vite balayé par la tourmente révolutionnaire. En 1790, si les moines des divers monastère viennois s'enfuient, les religieuses manifestent majoritairement la volonté de rester et d'occuper leurs couvents qui ne seront expertisés, vendus et détruits qu'après 1792.

## Architecture et descripton
À partir des travaux effectués autour de deux maisons de ville le couvent, dont il ne reste pas de traces, se structure jusqu'à la Révolution.

## Filiation et dépendances
Le couvent des bernardines de Vienne est fille de celui de Rumilly.

## Bibliopraphie
: document utilisé comme source pour la rédaction de cet article.
- Société des amis de Vienne, Les établissements religieux viennois : XVIIe et XVIIIe siècles, 2010 .